# Бишта
Бишта (слч. Byšta) насељено је мјесто са административним статусом сеоске општине (слч. obec) у округу Требишов, у Кошичком крају, Словачка Република.

## Становништво
| Година:    | 1994. | 2004.    | 2014.   | 2024. |
| ---------- | ----- | -------- | ------- | ----- |
| Број људи: | 184   | 157      | 150     | 138   |
| Разлика:   |       | -14,67 % | -4,45 % | -8 %  |

| Година:    | 2023. | 2024.   |
| ---------- | ----- | ------- |
| Број људи: | 139   | 138     |
| Разлика:   |       | -0,71 % |

Према подацима о броју становника из 2011. године насеље је имало 159 становника.